# Liste der Naturdenkmale in Möhnesee (Gemeinde)
Die Liste der Naturdenkmale in Möhnesee (Gemeinde) nennt die Naturdenkmale in Möhnesee im Kreis Soest in Nordrhein-Westfalen.

## Naturdenkmale
| Nummer   | Bezeichnung                                        | Gemarkung   | Lage                                                         | Bemerkung | Bild                                                      |
| -------- | -------------------------------------------------- | ----------- | ------------------------------------------------------------ | --- | --------------------------------------------------------- |
| 8.001    | 1 Stieleiche                                       | Körbecke    | in der Sport- und Freizeitanlage ()                          | |                                                           |
| 8.002    | 1 Eiche                                            | Körbecke    | Erholungsgebiet Wilhelmsruh (51° 27′ 46,7″ N, 8° 8′ 15,1″ O) | |                                                           |
| A-Mö-001 | 1 Eiche nördl. Berkenhof                           | Echtrop     | (51° 31′ 20,4″ N, 8° 10′ 33,7″ O)                            | |                                                           |
| A-Mö-002 | 1 Stieleiche östl. Teigelhof                       | Echtrop     | (51° 31′ 11,3″ N, 8° 9′ 26,1″ O)                             | |                                                           |
| A-Mö-003 | 1 Buche nördl. Ellingsen                           | Ellingsen   | (51° 31′ 18,6″ N, 8° 11′ 38,9″ O)                            | |                                                           |
| A-Mö-004 | 1 Stieleiche nördl. Michelnhof                     | Echtrop     | (51° 30′ 58,9″ N, 8° 10′ 20,8″ O)                            | Die über 450 Jahre alte Eiche ist 2022 abgestorben und auseinandergebrochen. Das ND gibt es nicht mehr.             | Stieleiche an der Straße Michelnhöfe                      |
| A-Mö-005 | 1 Sommerlinde auf der Weide östl. des Hofes        | Theiningsen | (51° 30′ 35,6″ N, 8° 4′ 12,8″ O)                             | | Sommerlinde (und Blutbuche) auf der Weide östl. des Hofes |
| A-Mö-006 | 3 Linden östl. der L 670                           | Berlingsen  | (51° 30′ 41,3″ N, 8° 8′ 19,3″ O)                             | | 3 Linden bei Berlingsen                                   |
| A-Mö-007 | 1 Linde „Schäferlinde“ westl. Echtrop an der B 516 | Echtrop     | (51° 30′ 19,1″ N, 8° 9′ 37,2″ O)                             | | Schäferlinde bei Echtrop                                  |
| A-Mö-008 | 1 Eiche nördl. Möhnestraße, westl. Wamel           | Wamel       | (51° 29′ 26″ N, 8° 9′ 58,2″ O)                               | |                                                           |
| A-Mö-009 | 1 Eiche südl. Möhnestr., gegenüber Mö-006          | Wamel       | (51° 29′ 25,5″ N, 8° 9′ 56,4″ O)                             | |                                                           |
| A-Mö-010 | Wilh. Steig Eiche                                  | Stockum     | (51° 28′ 18,7″ N, 8° 8′ 45″ O)                               | Benannt nach dem Förster Wilhelm Steig vom Forsthaus Stockum, der dort von 1927 bis 1946 seinen Dienst verrichtete. |                                                           |
| A-Mö-011 | Präsidenteneiche                                   | Stockum     | (51° 28′ 10,2″ N, 8° 9′ 23,4″ O)                             | Benannt nach dem Oberpräsidenten der Provinz Westphalen, Ludwig Freiherr von Vincke (1774 – 1844).                  |                                                           |